# Херсонский 130-й пехотный полк
130-й пехотный Херсонский Его Императорского Высочества великого князя Андрея Владимировича полк — пехотная воинская часть Русской императорской армии.

## Формирование
- 29.10.1811 — из 2-х рот Углицкого пехотного, 3-х рот Московского, 2-х рот Архангелогородского и одной роты Казанского гарнизонных полков сформирован в Москве Виленский пехотный полк в составе 3-х батальонов.
- 14.02.1831 — 3-й батальон отчислен на формирование Прагского пехотного полка, взамен его поступил 3-й батальон Ярославского пехотного полка.
- 28.01.1833 — присоединены 1-й и 3-й батальоны 48-го егерского полка. Полк переформирован в 6 батальонов и назван Виленским егерским.
- 23.02.1845 — присоединен батальон егерского Его Императорского Высочества великого князя Михаила Павловича полка.
- 16.12.1845 — 2-й и 3-й батальоны отчислены на формирование Кубанского егерского полка.
- 10.03.1854 — сформированы 7-й и 8-й батальоны.
- 17.04.1856 — Виленский пехотный полк.
- 23.08.1856 — 4-й действующий батальон переименован в 4-й резервный и отчислен в резервные войска, 5-8-й батальоны расформированы.
- 06.04.1863 — из 4-го резервного и бессрочноотпускных 5-го и 6-го батальонов Виленского пехотного полка сформирован Виленский резервный пехотный полк в составе 2-х батальонов.
- 13.08.1863 — Виленский резервный пехотный полк переформирован в 3 батальона и назван Херсонским пехотным полком.
- 25.03.1864 — 130-й пехотный Херсонский полк.
- 02.05.1879 — 130-й пехотный Херсонский Его Императорского Высочества великого князя Андрея Владимировича полк.

## Знаки отличия
1. Полковое знамя Георгиевское с надписью: «За Севастополь в 1854 и 1855 годах и за Аблову 24 Августа 1877 года». Первое отличие пожаловано 3-му батальону в составе Виленского пехотного полка.
2. Поход за военное отличие. Пожалован 13.04.1813 г. Виленскому полку за русско-французскую войну.
3. Знаки на головные уборы с надписью: «За Севастополь с 13 Сентября 1854 по 27 Августа 1855 год». Пожалованы 30.08.1856 г. 5-му и 6-му батальонам Виленского полка.
4. Георгиевские трубы с надписью: «За Аблову 24 Августа 1877 года». Пожалованы 12.10.1878 г.

## Шефы
- 02.05.1879 — 04.03.1917 — великий князь Андрей Владимирович.

Участие в Первой мировой войне
Полк — активный участник Наревской операции 10-20 июля 1915 г., в ходе которой понес значительные потери.

## Командиры
- 21.04.1863 — 28.03.1871[2] — полковник Гренквист, Фёдор Иванович
- 02.04.1871 — 06.04.1873 — полковник Вендрих, Густав Егорович
- 06.04.1873 — 18.01.1874 — полковник Гутовский, Михаил-Викентий Степанович
- 18.01.1874 — 20.09.1877 — полковник Фельдман, Иоганн-Николай Александрович
- 20.09.1877 — хх.хх.1879 — полковник Эрнрот, Адольф Карлович
- хх.хх.1879 — хх.хх.1880 — полковник Тоцкий, Порфирий Петрович
- 14.06.1880 — 24.10.1885 — полковник Деген, Виктор Николаевич
- 30.10.1885 — 25.10.1895 — полковник (с 14.11.1894 генерал-майор) Акинфиев, Константин Михайлович
- 01.11.1895 — 01.10.1899 — полковник Стахиев, Пётр Александрович
- 06.10.1899 — 24.12.1900 — полковник Эверт, Алексей Ермолаевич
- 16.01.1901 — 26.01.1902 — полковник Верещагин, Александр Васильевич
- 11.03.1902 — 24.12.1903 — полковник Клодт, Эдуард Карлович
- 12.01.1904 — 14.12.1906 — полковник (с 12.09.1906 генерал-майор) Крылов, Константин Александрович
- 21.12.1906 — 11.09.1912 — полковник Скляревский, Василий Епифанович
- 11.10.1912 — 15.07.1914 — полковник Гаврилов, Виктор Иванович
- 18.07.1914 — 27.07.1914 — флигель-адъютант полковник князь Барятинский, Анатолий Владимирович
- 27.07.1914 — 17.12.1915 — полковник Зайченко, Захарий Иванович
- 19.12.1915 — 14.04.1917 — полковник Бесядовский, Станислав Адамович
- 28.04.1917 — хх.хх.1918 — полковник Рубанов, Иван Григорьевич

## Служившие в полку
- Воронов Николай Александрович — генерал-майор.